# Agrolok
Agrolok Sp. z o.o. – polskie przedsiębiorstwo, działające w obszarze rolnictwa i hodowli zwierząt jako dystrybutor i producent wysokiej jakości produktów. Agrolok powstał w 1990 roku, w Golubiu-Dobrzyniu jako firma rodzinna. W 1997 roku firma została przekształcona w spółkę z ograniczoną odpowiedzialnością.

## Zakres działalności
Przez prawie 30 lat działalności firma wykształciła kilka pól działalności:
- skup i sprzedaż zbóż i rzepaku,
- handel paszami i komponentami do produkcji pasz,
- sprzedaż nawozów,
- sprzedaż środków ochrony roślin,
- sprzedaż nasion,
- produkcja wysokojakościowych komponentów paszowych z roślin białkowych,
- sprzedaż akcesoriów w postaci folii, siatek i sznurków rolniczych.

## Nagrody i wyróżnienia
- Złota Setka Polskiego Rolnictwa “Wprost” – wyróżnienie przyznane firmie Agrolok w 2017 roku, w rankingu Złota Setka Polskiego Rolnictwa za największą w Polsce firmę zajmującą się dystrybucją środków do produkcji rolnej[2].
- Innowacyjny produkt Rolniczy 2017 – Pakiet ŻePak, opracowany przy współpracy z ekspertami firmy Elvita, to technologia do stosowania w uprawie rzepaku. Pakiet zajął I miejsce w kategorii nawozy, w konkursie organizowanym przez portal farmer.pl[3].
- Najwyższa Jakość QI – firma Agrolok została nagrodzona tytułem laureata konkursu Program Najwyższa Jakość QI w 2015, 2016 i 2017. W 2017 roku firma została nagrodzona podwójnie – dodatkowym wyróżnieniem było uhonorowanie Perłą Najwyższej Jakości Quality International 2017[4].
- Rzeczpospolita – Lista 500 – firma Agrolok cyklicznie gości na prestiżowej Liście 500. W 2017 roku firma zajęła 218. miejsce[5].
- Diamenty Forbesa 2016, w 2016 roku firma Agrolok znalazła się na 6. miejscu, w regionie prestiżowego plebiscytu Forbes, w rankingu krajowym plasując się na 97. miejscu[6].